# آگوستو ایناسیو
آگوستو ایناسیو (به پرتغالی:Augusto Inácio) (متولد ۱ فوریه ۱۹۵۵ در لیسبون، پرتغال) بازیکن بازنشسته و مربی فوتبال اهل پرتغال است.
آگوستو ایناسیو سابقهٔ بازی و مربیگری در باشگاه‌های مطرح اروپایی را دارا می‌باشد.

## دوران بازیگری
ایناسیو فوتبال را با بازی برای تیم‌های پایه اسپورتینگ آغاز کرد و در ۲۷ سالگی به پورتو پیوست. او برای هر یک از این دو باشگاه ۷ سال در لیگ برتر پرتغال بازی کرد و در این سال‌ها موفق به کسب عناوین متعدد کشوری و اروپایی شد.
در سال ۱۹۷۸ او به همراه تیم ملی پرتغال به دور ۱/۴ پایانی جام جهانی آرژانتین راه یافت.

## دوران مربیگری
آگوستو ایناسیو چند سال پس از اتمام دوران بازیگری اش مربیگری را در ریوآو آغاز کرد. او سال بعد به پورتو رفت تا به عنوان دستیار بابی رابسون در این تیم فعالیت کند. این همکاری با قهرمانی پورتو در لیگ برتر همراه بود.
او در دیگر باشگاه دوران بازی خود هم حضور یافت. در فصل ۱۹۹۹−۲۰۰۰ اسپورتینگ با سرمربیگری آگوستو ایناسیو به اولین قهرمانی خود در طول ۱۸ سال گذشته دست یافت.
در فصل ۲۰۰۵−۲۰۰۶ بیرامار با هدایت ایناسیو قهرمان لیگ دسته دوم پرتغال شد. در نتیجه این قهرمانی، بیرامار به لیگ برتر صعود کرد. در فصل بعد ایناسیو هدایت بیرامار را در لیگ برتر بر عهده داشت اما او در حالی که در طول ۹ هفته تنها ۶ امتیاز کسب کرده بود از تیم اخراج شد. او سپس به یونیکوس یونان رفت اما در ۱۵ ژوئیه ۲۰۰۷ پس از کسب شکستی سنگین مقابل تیم پاناتینایکوس استعفا داد.
تنها ۱۰ روز بعد ایناسیو به ایران آمد و تیم فولاد را در حالی که در اواخر فصل در انتهای جدول قرار داشت تحویل گرفت اما نتوانست این تیم را از سقوط نجات دهد. در حالی که تیم فولاد به دسته یک سقوط کرده بود او قرارداد هدایت این تیم در فصل بعد را امضا نمود. در پایان فصل ۱۳۸۶−۸۷ فولاد در رتبه اول گروه یک رقابت‌های لیگ دسته یک قرار داشت، اما عمل‌کرد خوب ایناسیو کامل نشد. او در دو بازی پلی‌آف با تیم پیام خراسان دو تساوی به دست آورد و فولاد با قانون گل زده در خانهٔ حریف از صعود به لیگ برتر باز ماند.
ایناسیو که از کیفیت امکانات لیگ دسته یک بسیار ناراضی بود، با اتمام قراردادش ایران را ترک کرد. مقصد بعدی او باشگاه آنگولایی اینترکلاب بود. در تابستان ۲۰۰۹ او اخراج شد و در ۱۲ سپتامبر در یک قرارداد یک ساله با باشگاه ناوال برای بازگشت به پرتغال به توافق رسید.
زمانی ایناسیو به ناوال پیوست که در پایان هفته چهارم ناوال با یک امتیاز در قعر جدول قرار داشت. اما ایناسیو نهایتاً این تیم را به رتبه هشتم جدول رساند.
در سال ۲۰۱۲ این مربی به عضویت تیم رومانیایی واسلوی در آمد و به همراه این تیم به نایب‌قهرمانی دسته اول فوتبال رومانی رسید.

## افتخارات دوران بازیگری
- لیگ برتر پرتغال: ۵ قهرمانی (۱۹۷۷−۱۹۷۸ و ۱۹۸۱−۱۹۸۲ و ۱۹۸۴−۱۹۸۵ و ۱۹۸۵−۱۹۸۶ و ۱۹۸۷−۱۹۸۸)، ۵ نایب قهرمانی

(۱۹۷۶−۱۹۷۷ و ۱۹۸۲−۱۹۸۳ و ۱۹۸۳−۱۹۸۴ و ۱۹۸۶−۱۹۸۷ و ۱۹۸۸−۱۹۸۹)، ۳ سومی
(۱۹۷۷−۱۹۷۸ و ۱۹۷۸−۱۹۷۹ و ۱۹۸۰−۱۹۸۱)
- جام حذفی پرتغال: ۴ قهرمانی (۱۹۷۷−۱۹۷۸ و ۱۹۸۱−۱۹۸۲ و ۱۹۸۳−۱۹۸۴ و ۱۹۸۷−۱۹۸۸)، ۳ نایب قهرمانی (۱۹۷۸−۱۹۷۹ و ۱۹۸۲−۱۹۸۳ و ۱۹۸۴−۱۹۸۵)
- سوپر جام پرتغال: ۳ قهرمانی (۱۹۸۴ و ۱۹۸۵ و ۱۹۸۷)
- لیگ قهرمانان اروپا: یک قهرمانی (۱۹۸۶−۱۹۸۷)
- سوپرجام اروپا: یک قهرمانی (۱۹۸۷)
- جام در جام اروپا: یک نایب قهرمانی (۱۹۸۴)
- جام بین‌قاره‌ای: یک قهرمانی (۱۹۸۷)
- تورنمنت دوستانه کاراکاس: یک قهرمانی (۱۹۸۱)
- تورنمنت بلغارستان: یک قهرمانی (۱۹۸۱)
- جام ویگو: یک نایب قهرمانی (۱۹۷۷)

## افتخارات دوران مربیگری
- لیگ برتر پرتغال: یک قهرمانی (۱۹۹۴−۱۹۹۵ و ۱۹۹۵−۱۹۹۶ و ۱۹۹۹−۲۰۰۰)، یک سومی (۲۰۰۰−۲۰۰۱)
- لیگ دسته ۲ پرتغال: یک قهرمانی (۲۰۰۵−۲۰۰۶)
- جام حذفی پرتغال: یک نایب قهرمانی (۱۹۹۹-۲۰۰۰)
- سوپر جام پرتغال: ۲ قهرمانی (۱۹۹۶ و ۲۰۰۰)
- لیگ دسته اول رومانی: یک نایب قهرمانی (۲۰۱۱−۲۰۱۲)
- جام ایبری: یک قهرمانی (۲۰۰۰)
- جام ویگو یک قهرمانی (۲۰۰۱)